# Rachel Corner
Rachel Corner es una deportista británica que compitió en natación. Fue medalla de bronce durante el Campeonato Europeo de Natación en Piscina Corta de 2000, en la prueba de 400 metros estilos combinado.

## Palmarés internacional
| Campeonato Europeo en Piscina Corta | Campeonato Europeo en Piscina Corta | Campeonato Europeo en Piscina Corta | Campeonato Europeo en Piscina Corta |
| Año                                 | Lugar                               | Medalla                             | Prueba                              |
| ----------------------------------- | ----------------------------------- | ----------------------------------- | ----------------------------------- |
| 2000                                | Valencia (España)                   | Medalla de bronce                   | 400 m estilos                       |